# UCI World Tour
UCI World Tour je seriál silničních cyklistických závodů nejvyšší úrovně pořádané UCI. Do roku 2011 nesl název UCI Pro Tour. Závody se jezdí na území Evropy, Ameriky, Asie i Oceánie a je jich celkem 35. Účastní se jich týmy ProTour a na divokou kartu i týmy Pro kontinentální. Na některých závodech se vyskytuje i národní tým pořádající země.

## Kalendář

### Závody v sezóně 2024
| Období startu         | Typ závodu            | Závod                             | Země                    | Body vítěz |
| --------------------- | --------------------- | --------------------------------- | ----------------------- | ---------- |
| Leden                 | Etapový               | Tour Down Under                   | Austrálie               | 500        |
| Leden                 | Jednorázový           | Cadel Evans Great Ocean Road Race | Austrálie               | 300        |
| Únor                  | Etapový               | UAE Tour                          | Spojené arabské emiráty | 300        |
| Únor                  | Jednorázový           | Omloop Het Nieuwsblad             | Belgie                  | 300        |
| Začátek března        | Jednorázový           | Strade Bianche                    | Itálie                  | 300        |
| Březen                | Etapový               | Paříž–Nice                        | Francie                 | 500        |
| Březen                | Etapový               | Tirreno–Adriatico                 | Itálie                  | 500        |
| Polovina března       | Jednorázový, Monument | Milán – San Remo                  | Itálie                  | 500        |
| Konec března          | Etapový               | Volta a Catalunya                 | Španělsko               | 400        |
| Konec března          | Jednorázový           | Classic Brugge–De Panne           | Belgie                  | 300        |
| Konec března          | Jednorázový           | E3 Saxo Bank Classic              | Belgie                  | 400        |
| Konec března          | Jednorázový           | Gent–Wevelgem                     | Belgie                  | 500        |
| Přelom března a dubna | Jednorázový           | Dwars door Vlaanderen             | Belgie                  | 300        |
| Začátek dubna         | Jednorázový, Monument | Kolem Flander                     | Belgie                  | 500        |
| Začátek dubna         | Etapový               | Kolem Baskicka                    | Španělsko               | 400        |
| Začátek dubna         | Jednorázový, Monument | Paříž–Roubaix                     | Francie                 | 500        |
| Polovina dubna        | Jednorázový           | Amstel Gold Race                  | Nizozemsko              | 500        |
| Pozdní duben          | Jednorázový           | Valonský šíp                      | Belgie                  | 400        |
| Konec dubna           | Jednorázový, Monument | Lutych–Bastogne–Lutych            | Belgie                  | 500        |
| Konec dubna           | Etapový               | Tour de Romandie                  | Švýcarsko               | 500        |
| Začátek května        | Jednorázový           | Eschborn–Frankfurt                | Německo                 | 300        |
| Květen                | Etapový,Grand Tour    | Giro d'Italia                     | Itálie                  | 850        |
| Začátek června        | Etapový               | Critérium du Dauphiné             | Francie                 | 500        |
| Červen                | Etapový               | Tour de Suisse                    | Švýcarsko               | 500        |
| Červenec              | Etapový,Grand Tour    | Tour de France                    | Francie                 | 1000       |
| Začátek srpna         | Jednorázový           | Clásica de San Sebastián          | Španělsko               | 400        |
| Začátek srpna         | Etapový               | Tour de Pologne                   | Polsko                  | 400        |
| Srpen                 | Etapový,Grand Tour    | Vuelta a España                   | Španělsko               | 850        |
| Přelom srpna a září   | Jednorázový           | EuroEyes Cyclassics               | Německo                 | 400        |
| Přelom srpna a září   | Jednorázový           | Bretagne Classic                  | Francie                 | 400        |
| Přelom srpna a září   | Etapový               | Benelux Tour                      | Belgie, Nizozemsko      | 400        |
| Září                  | Jednorázový           | Grand Prix Cycliste de Québec     | Kanada                  | 500        |
| Září                  | Jednorázový           | Grand Prix Cycliste de Montréal   | Kanada                  | 500        |
| Říjen                 | Jednorázový, Monument | Giro di Lombardia                 | Itálie                  | 500        |
| Říjen                 | Etapový               | Tour of Guangxi                   | Čína                    | 300        |

### Bývalé závody
| Období startu | Typ závodu  | Závod                                     | Země               |
| ------------- | ----------- | ----------------------------------------- | ------------------ |
| Duben         | Etapový     | Kolem Turecka                             | Turecko            |
| Květen        | Etapový     | Tour of California                        | USA                |
| Srpen         | Jednorázový | RideLondon–Surrey Classic                 | Spojené království |
| Září          | Jednorázový | Mistrovství světa v silniční cyklistice * | Svět               |
| Říjen         | Etapový     | Tour of Beijing                           | Čína               |

- Z Mistrovství světa se do World Tour započítávala pouze týmová časovka.